# Élection présidentielle française de 2007
L'élection présidentielle française de 2007, qui permet d'élire le président de la République française pour un mandat de cinq ans, est la neuvième élection présidentielle de la Ve République et la huitième au suffrage universel direct. Le scrutin se tient les 22 avril et 6 mai. 
Le vote est marqué par un taux de participation exceptionnellement élevé (83,8 % au premier tour et 84 % au second tour). Le président sortant, Jacques Chirac, ne brigue pas un troisième mandat.
Le candidat de l'UMP, Nicolas Sarkozy, l'emporte au second tour avec 53,06 % des suffrages exprimés (19 millions de voix), contre 46,94 % (16,8 millions) pour Ségolène Royal, candidate du Parti socialiste. Le 16 mai 2007, Nicolas Sarkozy succède à Jacques Chirac.
La campagne victorieuse menée par Nicolas Sarkozy pour cette élection fait l'objet d'une information judiciaire depuis 2013 pour une suspicion de financement illégal de la part du régime libyen de Mouammar Kadhafi, donnant lieu à l'affaire Sarkozy-Kadhafi.

## Contexte institutionnel

### Modalités du scrutin
Le président de la République est élu au suffrage universel direct. Il est élu pour un mandat de cinq ans au scrutin uninominal majoritaire à deux tours.
Si aucun candidat ne recueille la majorité absolue des suffrages exprimés au premier tour de scrutin, un second tour a lieu quatorze jours plus tard où seuls peuvent se présenter les deux candidats arrivés en tête au premier tour après retrait éventuel de candidats mieux placés.
Le Conseil constitutionnel est, selon l'article 58 de la Constitution, garant de la régularité de l'élection, de l'examen des réclamations et de la proclamation des résultats.

### Inscription sur les listes électorales
L'inscription sur les listes électorales est très importante, avec 1,8 million d'inscrits supplémentaires sur un an, et 3,3 millions d'électeurs supplémentaires par rapport à 2002. La source de cette nouvelle participation à la vie politique se trouve dans l'accroissement démographique,, mais également dans un regain d'intérêt de la vie politique française. Cette élection est également marquée par le développement du vote électronique : 1,5 million d'électeurs ont voté par le moyen d'un ordinateur de vote.

### Dates
Les dates du scrutin, confirmées par décret, sont rendues publiques par une communication du ministre de l'Intérieur au Conseil des ministres du 24 octobre 2006.
- dimanche 22 avril : premier tour.
- dimanche 6 mai : second tour.

Pour la première fois lors d'une élection présidentielle — cela avait déjà été le cas pour le référendum sur le traité constitutionnel en 2005 —, les Français des départements, collectivités ou territoires d'outre-mer ainsi que certains des 821 600 Français inscrits à l'étranger se situant à l'ouest de la métropole et au-delà de l'Atlantique ont voté avant la date officielle. Ainsi en Guadeloupe, en Guyane, en Martinique, à Saint-Pierre-et-Miquelon, en Polynésie française, et dans les ambassades et les postes consulaires situés sur le continent américain, le scrutin a été avancé d'un jour. Cette mesure vise à permettre aux électeurs de ces régions de voter sans connaître les estimations des résultats nationaux. En effet, avec le décalage horaire, des estimations valant quasiment résultats sont diffusées à 20 h, heure de Paris, à la fermeture des derniers bureaux de vote métropolitains alors que ces bureaux de vote d'outre-mer étaient encore ouverts voire venaient d'ouvrir pour ceux de la Polynésie, ce qui favorisait l'abstention. Dans ces régions, le premier tour a donc eu lieu le samedi 21 avril 2007, et le second tour y aura lieu le samedi 5 mai Les premiers bureaux de vote français à ouvrir pour l'élection présidentielle sont donc ceux de Guyane et de Saint-Pierre-et-Miquelon. Les derniers à voter furent les Français inscrits dans l'archipel du Cap-Vert.

### Controverse autour des500 signatures
Pour être officiellement désigné comme candidat, il faut obtenir 500 signatures d'élus : députés, sénateurs, maires, maires délégués des communes associées, maires des arrondissements de Lyon et de Marseille ou membres élus de l'Assemblée des Français de l'étranger, conseillers généraux des départements, de Mayotte, de Saint-Pierre-et-Miquelon ou du conseil de Paris, conseillers régionaux, élus de l'Assemblée de Corse, de l'Assemblée de la Polynésie française, du Congrès et des assemblées de province de la Nouvelle-Calédonie, de l'Assemblée territoriale des îles Wallis-et-Futuna, représentants français au parlement européen. Ces parrainages, dans un réservoir d'environ 45 000 dont 36 000 de maires, doivent venir d'au moins trente départements ou collectivités d'outre-mer différents sans que plus d'un dixième d'entre eux soit issu du même département ou de la même collectivité d'outre-mer.
L'obtention des 500 signatures nécessaires pour pouvoir se présenter à l'élection présidentielle est toujours sujette à controverse, notamment autour de Jean-Marie Le Pen. Pour 2007, la controverse touche tous les petits partis. L'appel de François Hollande aux élus du Parti socialiste à réserver leurs signatures au candidat socialiste a conduit à une rumeur au sein des petits partis qui dit que le PS, l'UMP et parfois l'UDF feraient barrage face à leurs candidats et exerceraient des pressions sur les maires de petites communes pour qu'ils ne donnent pas leur signature. Des futurs candidats aussi opposés qu'Olivier Besancenot, José Bové et Corinne Lepage en font publiquement état.
Un amendement déposé au nom du groupe socialiste en vue d'étendre la publication au Journal officiel à toutes les présentations reçues ayant été repoussé, le Conseil constitutionnel a fait savoir qu'il renonçait à la pratique initiée en 1988 consistant à publier dans ses locaux l'ensemble des parrainages valides[source insuffisante]. Seuls 500 noms de présentateurs par candidat admis à concourir, déterminés par tirage au sort, seront donc publiés cette fois.
Les formulaires de parrainage signés par les élus sont à retourner au Conseil constitutionnel pour le 6 mars 2007 à 18 heures au plus tard (heure locale du territoire d'où provient la signature du formulaire de parrainage). Gérard Schivardi dénonce[source insuffisante] le chantage aux subventions, sur les maires qui souhaitent le parrainer, par des dirigeants politiques de régions ou départements. Pour aider les finances de sa commune de Noron-la-Poterie (Calvados), André Garrec, maire, a placé sa signature sur un site de vente aux enchères. L'enchère a été remportée à 1 550 € par Rachid Nekkaz. L'échange a eu lieu le 12 mars 2007 sur la chaîne LCI, le candidat a immédiatement déchiré le document.
Le 9 mars, l'ancien ministre de la culture Jean-Jacques Aillagon (UMP) donne sa signature par tirage au sort à Olivier Besancenot. Un maire d'une commune d'Ille-et-Vilaine a fait de même et le sort a désigné Arlette Laguiller.
Jugeant ce procédé « incompatible avec la dignité qui sied aux opérations concourant à toute élection et que la présentation doit résulter d'un acte volontaire du présentateur », le Conseil constitutionnel a indiqué que les parrainages ainsi attribués ne seront pas pris en compte tout comme les parrainages ayant donné lieu à contrepartie financière au sujet du Conseil Constitutionnel.

### Vote électronique

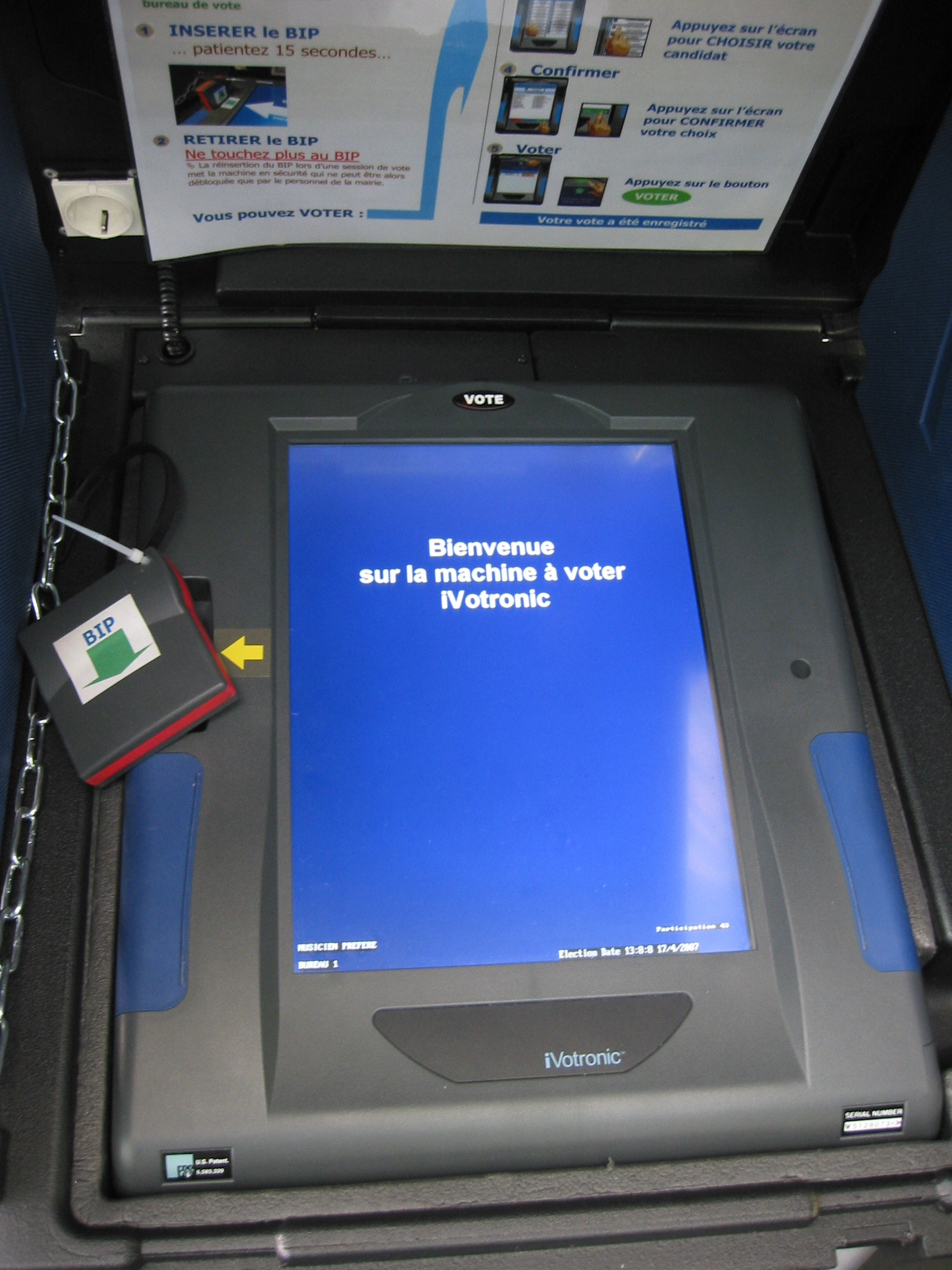
Pour les votes électroniques, la transparence du code source n'est pas obligatoire en 2007. Ici, une machine IVotronic.

Lors de cette élection, les médias ont accordé une grande importance à la progression du vote électronique. Le vote électronique avait déjà été largement utilisé lors du référendum de 2005 — mais c'était sa première utilisation à une aussi grande échelle pour ce type de scrutin. En effet, entre 3 % et 5 % des électeurs ont participé à l'élection en utilisant ce type d'équipement. Des critiques sont apparues dans les médias quelques mois avant le scrutin[source insuffisante] ; ces critiques s'inscrivent dans un débat plus large sur le vote électronique en France (voir Vote électronique).
Les critiques faisant suite au scrutin ont rapidement trouvé un large écho dans la presse. Ainsi dans l'après-midi du scrutin, le journal 20 minutes rapportait des incidents[source insuffisante], quelques heures plus tard le site du Figaro rapportait la saisie du Conseil Constitutionnel par un conseiller régional francilien[source insuffisante], le soir du scrutin le site de la chaîne d'information LCI[source insuffisante] rapportait les soucis techniques dont se plaignaient certains électeurs et l'émoi et les doutes provoqués chez certains élus ; le lendemain, le Parisien titrait le 23 avril 2007 en page 9 « L'urne électronique passe mal auprès des électeurs ».
Divers citoyens ont déposé devant les tribunaux administratifs des référés-libertés tendant à exiger le rétablissement du vote traditionnel dans leur commune, qui ont tous été rejetés.
D'autre part, des dysfonctionnements ont été constatés (pannes, files d'attente) et des problèmes inhérents à l'utilisation des machines ont été rapportés par différents journaux
- Certaines machines ne satisfaisaient pas au règlement technique qui leur vaut leur agrément d'après le journal Le Monde[25].
- Des modifications effectuées sur des machines à voter ont entraîné leur remplacement en dernière minute - les machines modifiées n'ayant pu recevoir d'agrément[26].

Cependant, le conseil constitutionnel a tenu à souligner en commentant aux Cahiers sa décision de déclaration des résultats du premier tour que « Il est intéressant de relever que l'utilisation de machines à voter n'a, de ce point de vue, eu aucune incidence : aucune annulation de résultats ne concerne des bureaux de vote dans lesquelles de telles machines ont été utilisées. »
Des polémiques quant à la fiabilité des machines à voter ayant fait l'objet de l'attention des médias, le Conseil constitutionnel a publié le 29 mars un communiqué rappelant « que l'utilisation des machines à voter pour les élections, notamment présidentielle, est autorisée par le législateur depuis 1969 » et que « ce recours aux machines à voter dans les conditions fixées par l'article L. 57-1 du code électoral a été déclaré conforme à la Constitution ». Divers citoyens ont déposé devant les tribunaux administratifs des référés-libertés tendant à exiger le rétablissement du vote traditionnel dans leur commune, qui ont tous été rejetés. Bien que des dysfonctionnements (pannes, files d'attente de longueur inhabituelle) aient pu être constatés çà et là, le conseil constitutionnel a tenu à souligner en commentant aux Cahiers sa décision de déclaration des résultats du premier tour que « Il est intéressant de relever que l'utilisation de machines à voter n'a, de ce point de vue, eu aucune incidence : aucune annulation de résultats ne concerne des bureaux de vote dans lesquelles de telles machines ont été utilisées. »

### Internet
Internet joue désormais un rôle de premier plan dans le cadre de l'élection présidentielle : relais de l'information publiée par les médias traditionnels (télévision, radio, presse écrite) et réceptacle des réactions et des intentions des électeurs. Ceux-ci sont donc maintenant dotés d'une plateforme médiatique aux pouvoirs d'attraction étonnants comme le démontre la multiplication des blogs de campagne. Un sondage réalisé pour RTL par Novatris/Harris Interactive mentionne que près du quart des Français croit qu'Internet aura une influence sur le résultat du scrutin d'avril.
L’élection présidentielle de 2007 est la prémisse de l’utilisation d’internet de la part d’une grande majorité des candidats. En effet, la phase d’investiture des candidats a été marquée par la création de blogs, notamment ceux de Nicolas Sarkozy et Ségolène Royal qui ont permis d’influencer davantage de citoyens dans les élections pendant leur campagne. Les deux sites les plus populaires, présentés sous forme de page de présentation furent Jeunes Populaires (Union pour un Mouvement Populaire) et Désirs d’avenir (Parti socialiste) qui respectivement expriment les idées des deux finalistes pendant la présidentielle, Nicolas Sarkozy et Ségolène Royal. De cette manière, l’élection présidentielle de 2007 marque le début d’une évolution d’intérêt des citoyens sur une nouvelle plateforme, autre que les médias traditionnels tels que la radio, la télévision et la presse témoignent.
Le blog est alors apparu comme un bon outil de propagation des idées pour les candidats, afin de se promouvoir auprès des citoyens. L’utilisation des blogs par les personnalités politiques est caractérisée par une « double expression individuelle » vis-à-vis de la population. En effet, la personnalité politique met en avant son programme et ses idées sous forme de « journal de bord en ligne » et détient également la possibilité d’entreprendre des interactions avec les personnes le supportant sous forme de chat ou bien de questions-réponses par le biais de commentaires.
Ainsi, grâce à l’appui des médias sur internet, les candidats mènent une lutte électorale entre eux tout en bénéficiant du soutien de certains citoyens, directement sur leurs pages. Les internautes, durant la course à la présidentielle, ont accès aux diverses activités, services organisationnels et propositions des candidats. L’interactivité d’internet permet ainsi aux internautes d’émettre et de recevoir. « Non seulement chaque internaute peut construire lui-même son information, en cherchant grâce à des moteurs de recherche des sources nouvelles qui correspondent réellement à ses intérêts ou préoccupations ; l’Internet est également un prodigieux outil d’échanges entre citoyens et acteurs politiques ».
Les médias numériques ont alors engendré des échanges virtuels de tout ordre entre les personnalités politiques et leurs partisans : messages postés sur des « murs », spectres de tableaux virtuels où chacun peut afficher des messages visibles par tous, une partie « information » où l’on peut rajouter des détails personnels, des sections « notes », « boxes », « photos », « vidéos ».
De nombreux services afin d’interagir, d’informer ou bien mobiliser peuvent se retranscrire sous forme de messages, de discussion, d’échanges, de vidéoconférences ou bien encore de podcast. De cette façon, les candidats tentent de diriger et de cibler les électeurs et futurs électeurs vers des aspects de leurs messages tout en faisant en sorte de le façonner à leur image afin d’amener une proportion plus importante d’électeurs. On peut parler de « guerre informelle » qui s’appuie sur une stratégie de petit geste afin de renforcer l’impact des personnalités politiques vis-à-vis des partisans : contribuer à des discussions, découper, recoller des informations. Un dernier aspect très important est la collecte de données stratégique. Les personnalités politiques, grâce aux réseaux sociaux, blogs et pages dédiés à leur image, vont donner la possibilité aux populations de mettre des informations les concernant comme leur adresse e-mail et le nombre de personnes partisanes. De cette façon, ils pourront entreprendre de faire des statistiques ou bien des sondages.
Comme le souligne Thierry Vedel : « les réseaux électroniques permettraient de transformer les principes et les mécanismes de la représentation politique dans le sens d’une démocratie directe ». L’idée, ici, est de permettre aux citoyens, partisans (ou non) de pouvoir agir directement avec les personnalités politiques. En effet, c’est un bon moyen pour les citoyens de mettre en avant leurs convictions qui sont alors étudiées dans le but d’améliorer certaines failles. Ainsi, internet prend de plus en plus de place dans le cœur de la population française pour ces élections. « Selon une étude effectuée après les élections présidentielles, 8% des Français considéraient internet comme la principale source d’information (CEVIPOF, 27).
Les candidats ont alors vu l’expansion d’internet comme une nouvelle opportunité de visibilité auprès de la population. Ils doivent alors se plier à de nouveaux codes pour gérer de manière pertinente leurs contributions et leur aspect médiatique. « Il est possible de formuler l’hypothèse que les usages des nouveaux médias par les partis politiques, comme l’ensemble de la communication politique, deviendraient standardisés puisqu’ils seraient partout portés par des conseillers en communication maîtrisant les techniques du marketing politique, et mus par la double nécessité de faire campagne de façon permanente et de s’ajuster aux attentes des électeurs.
L’utilisation d’internet par les candidats s’est donc faite via des blogs et vidéo blogs, mais leur présence sur les réseaux sociaux et notamment Facebook comme moyen de représentation est depuis 2007 de plus en plus populaire. Internet a permis d’envisager d’autres moyens de connaître l’intérêt manifesté par le public et de connaître ses opinions, facilitant ainsi l’engagement des citoyens dans le processus politique. Inversement, les électeurs peuvent aussi avoir une vue d’ensemble sur le président : « le site du président à l’Élysée comporte aujourd’hui le statut marital, les activités sportives et les goûts littéraires du président. Facebook devient donc un outil essentiel des hommes et des candidats politiques ».
Dans ce sens, l’homme politique, grâce à Facebook, se présente à la fois comme un individu et comme un représentant. Sa présence sur les réseaux relève d’un acte de marketing politique (statut personnel, passe-temps, goûts, photos) qui permet de briser la barrière entre l’homme et le politique. Il se met ainsi au même niveau que ses électeurs pour susciter des émotions et toucher avec plus de sensibilité son public. « En parcourant les messages postés par Nicolas Sarkozy et par Ségolène Royal sur leurs sites officiels respectifs de Facebook, on constate que deux tendances majeures y règnent : d’une part, une forte disposition à construire une image de soi qui joue sur la minimisation de l’effet de surplomb et parallèlement - l’augmentation de la proximité ».
De nouvelles formes d'expression apparaissent. À l'instar des hommes politiques américains, les candidats ont la possibilité d'avoir une chaîne sur YouTube, une page sur Skyrock.com, sur Myspace et des groupes de soutien à l'intérieur des sites de réseautage social (social networking). Les sites Web permettent d'individualiser le message à l'utilisateur en fournissant des vidéos qui permettent de pénétrer l'intimité d'une campagne et de la vie des candidats. Cependant le rôle de l'Internet ne peut pas être mesuré. Aux États-Unis, l'Internet a joué un rôle important pour les campagnes de 2004 et 2006 en permettant à des vidéos amateurs de circuler rapidement sur le Web en discréditant un candidat (voir l'affaire Macaca, où un candidat proférant une insulte raciale a été pris en délit par une vidéo amateur : il a perdu son siège).
Trois vidéos ont marqué[réf. nécessaire] l'élection française par l'importance de leur diffusion sur YouTube ou Dailymotion : la vidéo Le Vrai Sarkozy, la vidéo de Ségolène Royal apostrophant les professeurs sur les 35 heures et, en fin de campagne, la vidéo Sarkozy Human Bomb mise en ligne par les partisans de Nicolas Sarkozy pour s'opposer aux tentatives de diabolisation de ses opposants. Rachida Dati a également été filmée déclarant, en boutade, qu'elle serait « ministre de la rénovation urbaine à coup de Kärcher » faisant ainsi référence à une déclaration antérieure de Nicolas Sarkozy.
Internet est également le centre d'un autre débat, qui est l'heure de publication des estimations. C'est le journaliste Jean-Marc Morandini qui le premier, soulève cette question. Il a menacé publiquement de diffuser des « rumeurs vérifiées » du premier tour dès dix-huit heures, avant de se rétracter le 21 avril 2007 dans la soirée. Bien qu'une publication d'estimations soit interdite en France, plusieurs sites étrangers ont déclaré qu'ils publieraient ces estimations dès 18 h. Morandini a donc voulu montrer qu'il était absurde que la localisation du serveur influe sur la légalité de l'action entreprise. Un site français devrait être prioritaire dans la divulgation des premières estimations des résultats d'une élection française.
Bien que cette action n'ait pu aller jusqu'au bout, elle a permis de montrer l'importance qu'a pu prendre Internet dans la vie politique.
Certains sites internet d'information étrangers francophones tout comme certains blogs étaient hors-ligne la journée du premier tour (coupures ou saturés). En revanche, les télévisions étrangères d'information étaient toujours disponibles en France et beaucoup d'entre elles ont annoncé les premières estimations vers 18h30.
François Bayrou propose l'organisation d'un débat sur Internet. Toutefois, Nicolas Sarkozy indique son opposition à l'organisation d'un tel débat sur Internet, média « hors la loi » selon lui[source insuffisante]. Il est vrai que le Conseil Constitutionnel n'a pour le moment aucune jurisprudence concernant un éventuel débat des candidats via Internet.

## Précampagne

### Renoncement de Jacques Chirac
Le président sortant entretenait le suspense sur sa candidature, qui était à certains moments sérieusement envisagée, déclarant qu'il prendrait sa décision au premier trimestre 2007,. Les observateurs trouvèrent que ce cas de figure était assez improbable, donnant pour raisons les mauvais sondages, le soutien massif de la droite à Sarkozy, l'âge de Chirac, les échecs des régionales de 2004 et du référendum de la constitution de 2005 et le fait qu'il n'y avait aucune cellule pour préparer la campagne,,.
Dans un entretien avec Michel Drucker diffusé le 11 février 2007 dans Vivement dimanche sur sa femme, Jacques Chirac, à la question « Qu'est-ce que vous allez faire le jour où vous quitterez l'Élysée, que ce soit dans quelques mois ou dans cinq ans ? », avait répondu qu'« il y a une vie après la politique, il y a une vie jusqu'à la mort ». Certains observateurs y avaient déjà vu un indice du fait que Chirac ne se représenterait pas,.
Le 11 mars 2007, Jacques Chirac annonce qu'il ne « sollicitera pas les suffrages pour un nouveau mandat ».

### Désignation de Nicolas Sarkozy à l'UMP
Nicolas Sarkozy est le candidat de l’UMP. Il était le seul candidat à l’investiture de son parti, et a été officiellement plébiscité le 14 janvier 2007 avec 98,1 % des suffrages exprimés (69,06 % de participation)
- Mandats cumulés (et précédents) au moment de sa candidature :
  - De 1977 à 2007, conseiller municipal de Neuilly-sur-Seine (maire de 1983 à 2002) ;
  - De 2002 à 2007, adjoint « hors rang » au maire de Neuilly-sur-Seine ;
  - De 2004 à 2007, conseiller général du canton de Neuilly-sur-Seine-Nord ;
  - De 2004 à 2007, président du conseil général des Hauts-de-Seine (vice-président de 1986 à 1988) ;
  - De 2005 à 2007, ministre d’État, de l’Intérieur et de l’Aménagement du territoire (du Budget de 1993 à 1995, de la Communication de 1994 à 1995, de l’Économie en 2004, de l’Intérieur de 2002 à 2004).

Michèle Alliot-Marie avait annoncé, le 27 décembre 2006, dans une interview au journal Sud Ouest, qu’elle ne briguerait pas l’investiture de l’UMP mais qu’elle réfléchissait à une candidature hors parti. Finalement, le 12 janvier, après un entretien avec Nicolas Sarkozy au siège de l’UMP, elle décide de ne pas se présenter à l’élection présidentielle, et de se rallier à Nicolas Sarkozy.
Malgré le soutien de ses partisans au sein de la majorité (les « chiraco-villepinistes »), Dominique de Villepin a renoncé, au début de l'année 2007, à tout projet de candidature, après l'avoir envisagé officieusement à l'automne précédent. Le 17 mars, il a donc annoncé son ralliement à la candidature du ministre de l'Intérieur.

### Émergence de Ségolène Royal au sein du PS
Ségolène Royal a été désignée candidate officielle du PS par 60,60 % des 178 000 militants socialistes le 16 novembre 2006 et investie à la Mutualité le 26 novembre.
- Mandats actuel et passés au moment de sa candidature :
  - Depuis 1988, députée de la 2e circonscription des Deux-Sèvres ;
  - Du 2 avril 1992 au 23 mars 1998, Conseillère générale des Deux-Sèvres ;
  - Du 3 avril 1992 au 29 mars 1993, Ministre de l'Environnement ;
  - Du 4 juin 1997 au 27 mars 2000, Ministre déléguée à l'Enseignement scolaire ;
  - Du 27 mars 2000 au 5 mai 2002, Ministre déléguée à la Famille et à l'Enfance (et aux Personnes handicapées[51]) ;
  - Depuis mars 2004, Présidente du conseil régional de Poitou-Charentes

### Division de la gauche radicale

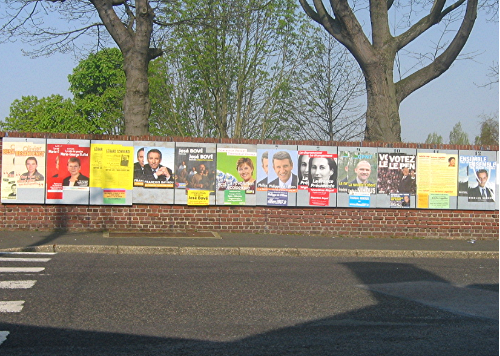
Affiches électorales officielles pour le premier tour de la présidentielle 2007, les 21 et 22 avril 2007.

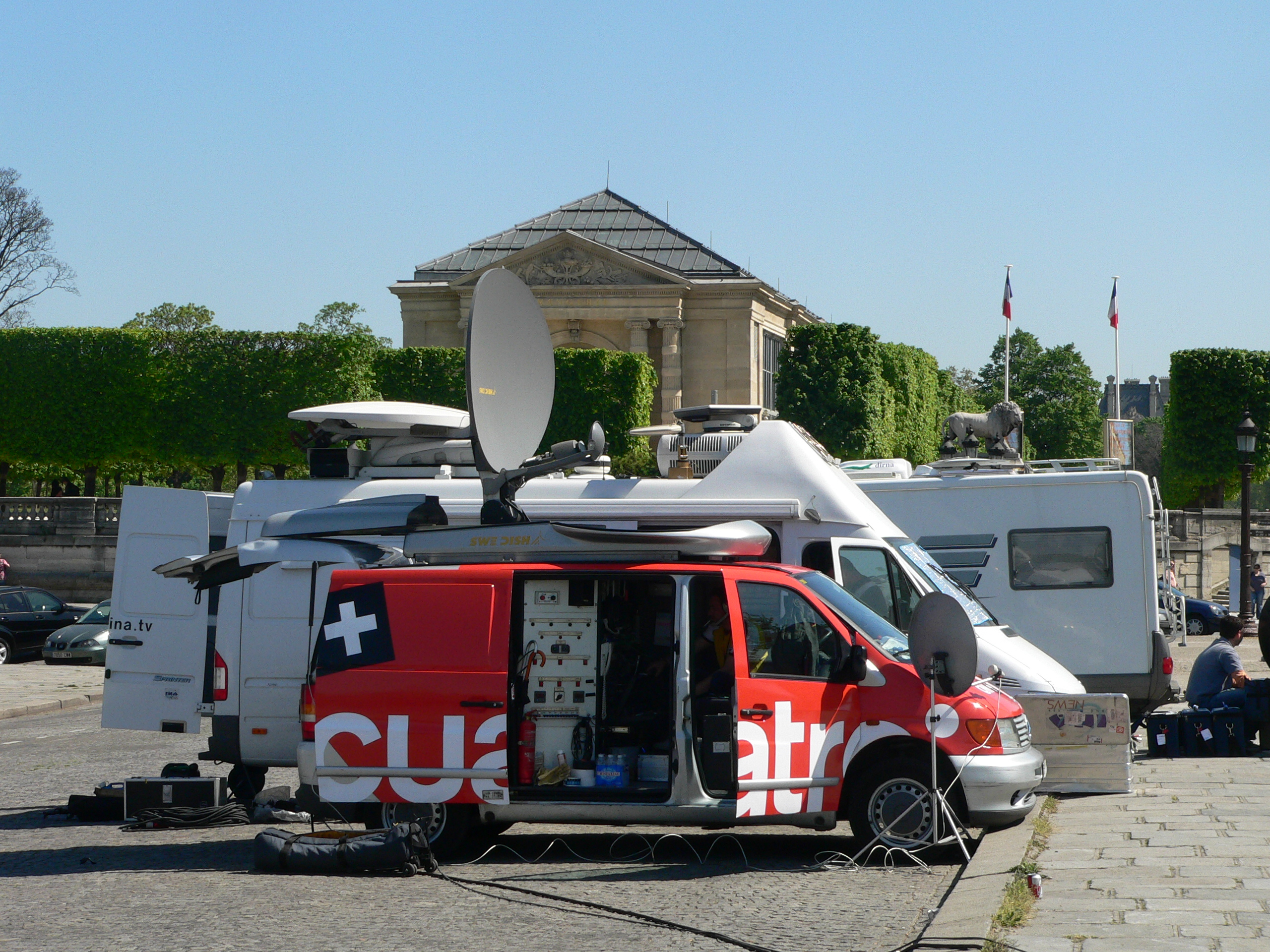
Médias étrangers couvrant l'élection.

Neuf candidats se sont proposés pour l'investiture par les collectifs « unitaires » de la gauche antilibérale incluant Clémentine Autain (maire-adjointe apparentée PCF de Paris), José Bové (ancien porte-parole de la Confédération paysanne), Marie-George Buffet (secrétaire nationale du PCF), Patrick Braouezec (député PCF de la Seine-Saint-Denis), Michel Feuillebois, Patrick Guillot, Jack Harmand et Yves Salesse (président de la Fondation Copernic, conseiller d'État).
Le 24 novembre, José Bové annonce le retrait « provisoire » de sa candidature. La direction du PCF estimait que la candidature de Marie-George Buffet (majoritaire dans les votes indicatifs des collectifs) était la meilleure et appelait à respecter le choix de ces collectifs. L'essentiel des autres organisations voulait une candidature qui puisse rassembler plus largement, sans toutefois avoir d'accord sur un nom.
Les militants communistes choisissent à 81,05 % (41 533 votes) de confirmer cette candidature. Le choix du retrait n'obtient que 18,90 % (9 683 votes), avec 2,02 % de votes blancs (1 058 votes). Olivier Besancenot, candidat de la LCR, appelle la gauche antilibérale à se rassembler autour de sa candidature à la suite de la candidature de Marie-George Buffet.
Le 1er février 2007, lors d'une conférence de presse à Saint-Denis (Seine-Saint-Denis), José Bové confirme finalement sa candidature. Il cherche ainsi à se positionner au-dessus des autres candidats antilibéraux, puisqu'il fait partie des nombreuses personnalités sans parti politique mais cherchant à peser sur le scrutin. Deux candidats issus des collectifs unitaires (et signataires de l'appel du 10 mai) sont donc représentés : José Bové et Marie-George Buffet.
Le résultat final au premier tour fut très faible avec un score total des deux candidats inférieur à celui de 2002 du seul PCF.

### Seconde candidature de Philippe de Villiers
Philippe de Villiers se positionne d’abord comme le candidat contre l’Europe politique et contre « l'islamisation de la France ». Il affirme sa grande différence et son réel désaccord avec Nicolas Sarkozy sur la Constitution européenne, qui souhaiterait faire voter une mini Constitution européenne par le Parlement en juin prochain. Il demande aussi la préparation de la sortie de la France de l’euro et se déclare contre le mariage homosexuel. Il a déclaré pour ses vœux en 2007 de « faire de la France ce qu’il a fait en Vendée », souhaitant ainsi une « France des PME »[réf. souhaitée].

### Influence de Nicolas Hulot
Le présentateur de télévision Nicolas Hulot a renoncé, le 22 janvier 2007, à se présenter à l'élection présidentielle. Depuis l'été 2006, il n'écartait pas l'idée d'être candidat pour donner une nouvelle impulsion au courant écologiste. Sa stratégie était de laisser planer la menace d'un candidat sans étiquette mais populaire, à l'heure où beaucoup de partis, PS, UMP, FN, antilibéraux, essaient de se rassembler et de rassembler les « petits partis » autour d'une seule candidature pour éviter une élimination dès le premier tour ; Nicolas Hulot, aurait ainsi en se présentant détourné certains électeurs éventuellement décisifs. Il a ainsi pu faire signer son pacte écologique à quinze candidats potentiels dont les principaux sont :
- François Bayrou
- Marie-George Buffet
- Nicolas Dupont-Aignan
- France Gamerre
- Jean-Marc Governatori
- Jean-Michel Jardry
- Corinne Lepage
- Ségolène Royal
- Nicolas Sarkozy
- Dominique Voynet
- Antoine Waechter

Nicolas Hulot ne soutient officiellement aucun candidat, mais reste actif dans la campagne présidentielle, notamment au travers du pacte écologique.

### Absence de Nicolas Dupont-Aignan
Nicolas Dupont-Aignan, ex-membre de l’UMP où il se distinguait par une posture gaulliste à vocation souverainiste et sociale-démocrate, a annoncé sa candidature le 15 octobre 2005.
Dans un premier temps, il n’excluait pas de participer à la procédure interne de désignation du candidat qui sera soutenu par son ancien parti. Il se ravise ensuite, considérant que la primaire n’accorderait pas une place équitable aux concurrents de Nicolas Sarkozy. Il annonce son intention de se présenter à l’élection présidentielle sans l’investiture du parti mais avec le soutien de son propre courant, Debout la République. Il décide par ailleurs de quitter l’UMP le 13 janvier 2007, à la veille de l’investiture annoncée de Nicolas Sarkozy, après s’être vu refuser un temps de parole à l’un des congrès de ce parti.
Après avoir déclaré sur son blog, par une note en date du 11 décembre 2006, qu’il disposait déjà de 300 promesses de signature, il ne parvient finalement pas à se présenter.

## Candidats
La liste des douze candidats est publiée par le Conseil constitutionnel le 19 mars 2007.

## Campagne

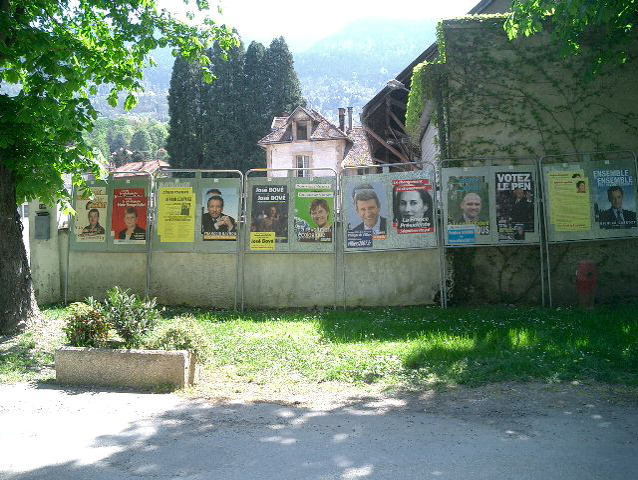
Affiches électorales lors de l'élection présidentielle française de 2007.

### Thèmes de campagne

#### Éducation
Nicolas Sarkozy est opposé à la carte scolaire car il estime qu'elle ne remplit plus son objectif de mixité sociale. Il propose à la place d'accorder de l'autonomie aux établissements, et de laisser les parents choisir librement leur établissement tout en obligeant ceux-ci à réserver un certain nombre de places aux élèves de milieux défavorisés.
Philippe de Villiers est sur la même longueur d'onde que le candidat UMP sur la carte scolaire. Il souhaite par ailleurs que l'école revienne davantage à ses fondamentaux (Maitrise de la langue française, Histoire...) Il est pour la suppression du collège unique.
François Bayrou fait de l'éducation sa « priorité absolue ». Il est pour sa part est favorable à un assouplissement de la carte scolaire, mais contre son abandon.
En janvier 2006, à Angers, Ségolène Royal a proposé, non publiquement, une réforme du temps de présence dans les établissements pour les enseignants du collège : permettre aux enseignants de travailler à l'intérieur de l'établissement hors de leurs heures de cours et ce afin d'améliorer le soutien scolaire. Une vidéo de cette déclaration a circulé sur Internet pendant la campagne d'investiture socialiste, avant d'être reprise par les médias traditionnels. 
Elle propose de doubler l'allocation de rentrée scolaire, de développer l'art et la culture et de redécouper la carte scolaire pour que les secteurs soient plus hétérogènes. Elle demande une autonomie renforcée des universités et de soutenir les enseignants.
Gérard Schivardi s'oppose aux fermetures d'écoles et déplore la diminution du temps accordé aux disciplines scolaires.

#### Économie, fiscalité, et dette publique
Issue de la différence négative entre recettes et dépenses publiques, la dette publique n'a cessé d'augmenter au cours des trente années précédentes, pour atteindre en 2005 plus de 1 100 milliards d'euros.
Les seuls intérêts de la dette publique représentent en 2005, 40 milliards d'euros par an, le deuxième poste de dépenses de l'État le plus important après l'éducation, soit un montant similaire à celui de l'impôt sur le revenu de l'ensemble des Français.
François Bayrou souhaite inscrire dans la Constitution l'interdiction de présenter un budget en déséquilibre de fonctionnement. Il se donne trois ans pour stabiliser la dette publique.
Plutôt que de s'opposer aux stock options, Nicolas Sarkozy souhaite en faire un outil d'intéressement salarial en étendant leur application à tous les salariés. Il souhaite la suppression des droits de succession pour les petits et moyens patrimoines, mais s'oppose à la suppression de l'ISF. Il propose par ailleurs de modifier le bouclier fiscal et de plafonner l'ensemble des impôts à 50 % des revenus d'un contribuable (contre 60 % actuellement). Pour rendre l'économie française plus compétitive, il pense qu'« il faut prévoir de porter notre effort de recherche et développement à 3 % du PIB, soit 15 milliards d’euros dont 4 milliards pour la puissance publique ».
Philippe de Villiers souhaite « libérer le travail à l'intérieur et le protéger à l'extérieur ». Il entend par là baisser les charges fiscales qui pèsent sur les PME et assouplir les différents contrats de travail. Aussi veut-il « protéger le marché Français » en remettant des taxes douanières fluctuantes. Il se prononce par ailleurs pour la suppression de l'ISF.
Pour faire baisser la dette publique il souhaite inscrire dans la Constitution le taux maximal des prélèvements obligatoires à 33 %.
En matière économique, Ségolène Royal explique dans Les Échos être favorable à une nouvelle donne économique (« un bon deal ») alliant « performance économique et justice sociale ».
Elle envisage, entre autres, d'instaurer un statut fiscal incitatif pour les investissements dans la recherche, l'innovation et l'environnement. Elle n'est également pas opposée à des assouplissements concertés sur le code du travail (modulation du temps de travail, 35 heures, etc.) à condition que le CDI reste une référence et que de nouvelles sécurités soient trouvées pour compenser une plus grande flexibilité. Elle se pose comme objectif de réduire les déficits par une politique économique favorable à la croissance, mais également de réduire le train de vie de l'État (éviter les gaspillages, éliminer les doublons, etc.).
Pour réduire le coût du travail (causé par les charges selon elle[réf. nécessaire]), elle propose de transférer les cotisations maladie et famille sur la fiscalité. Enfin, elle se prononce pour une augmentation du SMIC et insiste sur le fait que personne ne doit être payé à ne rien faire[réf. nécessaire].
Ségolène Royal (ainsi que Nicolas Sarkozy) est de plus opposée à l'indépendance de la BCE (Banque centrale européenne) dans la conduite de sa mission. Elle a en effet déclaré vouloir que « la Banque centrale européenne soit soumise à des décisions politiques
 ».
Cette position va donc à l'encontre du traité de Maastricht, qui avait été soumis par référendum au peuple français en 1992, et qui prévoit que, si la mission de la BCE lui est bien dictée par les États de l'Eurogroupe, la conduite de sa mission se fait de manière indépendante. Ségolène Royal fait là écho aux positions de certains opposants au projet de traité établissant une constitution pour l'Europe.
En matière fiscale, François Hollande a dévoilé une série de mesures qui seraient prises en cas de victoire de la candidate à l'élection présidentielle de 2007. Sont notamment prévues une hausse de l'impôt sur le revenu sur les dernières tranches du barème, la suppression du bouclier fiscal ainsi que la création d'une nouvelle contribution pour financer les retraites (sorte de « CSG-retraite ») payée par les entreprises et les salariés.
Gérard Schivardi se prononce pour un très fort secteur public, en rétablissant et renforçant tous les services publics nationaux, en nationalisant les secteurs clés de l'économie et de l'industrie, mesures vecteurs de plein emploi selon lui.
Il se prononce pour une répartition de l'impôt sur les revenus, au détriment des grandes fortunes.
Il veut l'arrêt des différentes formes de subventions et exonérations diverses des entreprises privées, 50 milliards annuellement, considérant que l'argent public ne peut aller qu'aux services et entreprises publics. En particulier il demande la restitution des 175 milliards d'euros d'exonérations, au profit des entreprises privées et ce depuis 1992, de cotisations sociales.
Particulièrement, Gérard Schivardi se prononce pour la nationalisation de toutes les banques, et la rupture avec la Banque centrale européenne, abandonnant l'Euro pour revenir à une monnaie nationale, ainsi il annulerait la dette publique récupérant ainsi les 40 milliards d'euros versés annuellement en intérêts, considérant que le peuple en a bien suffisamment payé aux actionnaires et aux fonds de pension.

#### Travail
Nicolas Sarkozy, François Bayrou et Philippe de Villiers dénoncent tous les trois les trop fortes charges et préconisent respectivement l'exonération et l'allègement des charges sur les heures supplémentaires afin que les salariés puissent « Travailler plus pour gagner plus ». François Bayrou demande quant à lui une exonération de charges des entreprises qui créent des emplois et une généralisation du contrat de travail universel à durée indéterminée, adaptable selon les secteurs d’activités.
En matière syndicale Nicolas Sarkozy se prononce pour qu'en cas de conflit dans les huit jours soit organisé un vote des salariés à bulletin secret.
Nicolas Sarkozy, Philippe de Villiers Jean-Paul Le Guen, Romdane Ferdjani, Sylvain Poirier et Édouard Fillias veulent également modifier la législation du droit de grève, afin notamment d'instituer un service minimum dans les transports publics.
Philippe de Villiers, qui veut notamment supprimer les 35 heures, entend également mettre fin au monopole syndical pour permettre à tous les salariés non syndiqués de se présenter aux élections professionnelles et il veut aussi supprimer le financement public des syndicats.
De nombreux candidats de droite prônent, quant à eux, le télétravail[réf. nécessaire].
Ségolène Royal considère que les 35 heures ont été un progrès pour une majorité de salariés, mais une régression pour d'autres. Le deuxième chapitre du livre édité sur son site Internet, intitulé Les désordres du travail, développe cette idée, s'inspirant notamment des travaux de La République des idées, qui a démenti tout lien avec Ségolène Royal.
Gérard Schivardi veut en arriver au plein emploi par les mesures économiques signalées plus haut, et par de nouveaux projets porteurs, éventuellement en coopérations bi ou multilatérales, européennes principalement.
Il prône le strict retour à la liberté de négociation de la loi de 1950, et est contre la syndicalisation obligatoire.
Il est pour 35 heures aux mêmes conditions que les 39 heures auparavant, dénonçant les lois Aubry sur les 35 heures comme un outil de flexibilisation, de surexpolitation, permettant entre autres de ne pas payer en heures supplémentaires un grand nombre d'heures.

#### Fonction publique
Nicolas Sarkozy et Philippe de Villiers sont en faveur de l'alignement sur le régime général des régimes spéciaux dont bénéficient certains fonctionnaires. Sarkozy souhaite par ailleurs réduire leur nombre en ne remplaçant qu'un fonctionnaire sur deux partant à la retraite. Certains autres candidats de droite souhaitent carrément mettre un terme au fonctionnariat en lui élargissant le Code de Travail tel qu'il est appliqué dans le privé pour les salariés.
Gérard Schivardi compte rétablir pleinement tous les statuts des fonctionnaires d'État en parallèle avec le rétablissement de toutes les institutions, services et entreprises publics.

#### Immigration
Nicolas Sarkozy est favorable au droit de vote des étrangers en situation régulière aux élections municipales, à la condition toutefois que leur pays d'origine accorde ce même droit aux expatriés français qui y sont installés (« principe de réciprocité » tel qu'il est appliqué dans d'autres pays européens). Il entend faire cette proposition sienne, mais refuse qu'elle soit inscrite dans le programme de l'UMP.
Il s'engage à maintenir le regroupement familial, sous condition de ressources : la personne faisant venir des membres de sa famille devant alors prouver qu'elle peut leur fournir un logement et des conditions de vie « décentes » (cette disposition a d'ailleurs été mise en place en 2006).
Il affirme son opposition aux régularisations « massives », les accusant de provoquer des « appels d'air » et d'encourager l'immigration illégale et le trafic d'êtres humains. Il souhaite également que soit nommé un ministre de l'immigration. Dans l'émission de télévision Chez Fog, diffusée le 21 janvier 2007, il se déclare favorable à la liberté de circulation entre les pays, en évoquant le départ de France de Johnny Hallyday pour raisons fiscales : « Nous sommes dans la mondialisation : chacun peut s'installer où il veut, c'est la mondialisation, c'est le monde moderne, il n'y a plus de frontières, il n'y a plus de casernes [...], chacun a le droit de s'installer là où il veut. »
À propos de l'intégration des immigrés, Nicolas Sarkozy se montre ferme, déclarant notamment lors de l'émission J'ai une question à vous poser, diffusée sur TF1 : « Quand on habite en France, on respecte ses règles : on n'est pas polygames, on ne pratique pas l'excision sur ses filles, on n'égorge pas le mouton dans son appartement. »
Philippe de Villiers veut une meilleure maîtrise de l'immigration pour, à terme, y mettre fin. Selon lui, cela passe par une grande politique de codéveloppement avec les pays d'Afrique sur la base de ce qu'il a réalisé avec le Bénin en Vendée.
Ségolène Royal est en accord avec les positions officielles du Parti socialiste sur les questions d'immigration. Elle est donc favorable aux dispositifs administratifs d'intégration et de naturalisation des personnes immigrées arrivées légalement ou clandestinement sur le territoire national. Elle se prononce contre le principe même d'« immigration choisie » voulue par Nicolas Sarkozy, estimant « insupportable » que la France aille « piller la matière grise de ces pays après avoir pillé pendant des années et des années leurs matières premières en tant que pays colonisé » et prône l'aide au développement accordée par les pays riches aux pays en développement.

#### Politique étrangère
Regrettant que les relations entre la France et les États-Unis « souffrent de trop d'incompréhensions causées par un manque de dialogue et parfois par un poil de mauvaise foi », Sarkozy souhaite reconstruire la relation entre ces deux pays « pour relever des défis mondiaux communs ». Mais d'autres candidats de droite, tels que Nicolas Dupont-Aignan et Philippe de Villiers, considèrent que le partenariat avec les États-Unis ne devrait pas être aussi exacerbé.
Lors d'un voyage aux États-Unis, Sarkozy s'affirme fier de son amitié pour ce pays même s'il reconnaît qu'elle lui vaut en France des « critiques substantielles ». Bien qu'officiellement opposé à l'invasion de l'Irak en 2003, il critique la position de la France au Conseil de sécurité de l'ONU, parlant d'« arrogance » et jugeant qu'« il n'est pas approprié d'essayer d'embarrasser un allié ou de donner l'impression de se moquer de ses difficultés ».
Voici certaines prises de positions de Ségolène Royal, le 20 août 2006, à Frangy-en-Bresse, à propos de la politique étrangère :
Elle critique la politique étrangère effacée de la France alors qu'elle est membre du Conseil de sécurité et que sa géographie et son histoire la mettent au contact de l'Afrique, de l'Asie et du Moyen-Orient, d'où viennent certes des menaces, mais aussi de solides amitiés. Elle dit avoir honte du classement international de la France en matière d'aide au développement, au 18e rang sur 21 pays[réf. nécessaire]. Elle dénonce qu'une partie de cette aide irait à des pays peu démocratiques, sans en nommer aucun. Elle ironise sur la performance de la France concernant les ventes d'armes aux dictatures.

##### Europe
François Bayrou est favorable à une simplification du projet de traité établissant une constitution pour l'Europe et à un nouveau référendum pour son approbation.
Nicolas Sarkozy prévoit également cette simplification du traité, mais son adoption par ratification de l'Assemblée nationale.
Le projet socialiste prévoit de proposer l'élaboration d'un texte court visant à mieux organiser, démocratiser et responsabiliser les instances européennes. Ce texte, une fois négocié, serait soumis à un référendum populaire.
Yves Salesse, José Bové et les autres présidentiables de la gauche antilibérale souhaitent proposer une autre Europe moins libérale. Gérard Schivardi particulièrement, se distingue par sa volonté très clairement affirmée de rupture totale, non pas avec l'Europe, mais contre toutes les institutions de l'Union européenne.
François Bayrou, tout comme Nicolas Sarkozy et Philippe de Villiers qui est souverainiste, est opposé à l'entrée de la Turquie dans l'Europe. Nicolas Sarkozy a ainsi déclaré : « la Turquie est en Asie mineure, pas en Europe, sa place n'est pas dans l'Union européenne. L'Europe, c'est fait pour les États européens ».
Philippe de Villiers veut mettre en place une Europe des États et de la coopération. Il dénonce la mise en place d'une Europe fédérale qui, selon lui, détruit la culture et l'histoire de chaque nation. Pour lui, la France ne doit pas abandonner sa souveraineté à Bruxelles.
Ségolène Royal a déclaré lors de sa conférence de presse à l'Assemblée nationale, le 11 octobre 2006, qu'elle se rangerait à l'avis des Français.

##### Moyen-Orient
Concernant la « guerre contre le terrorisme » déclarée par les États-Unis, Ségolène Royal estime que les guerres préventives aggravent plus les problèmes qu'elles prétendent traiter, qu'il n'y a plus que George W. Bush pour penser que le monde est plus sûr depuis l'occupation de l'Irak et que le conflit au Liban vient de confirmer l'expérience de l'impuissance de la force. Elle qualifie de « simpliste » la théorie de l'Axe du Mal avancée par George W. Bush et considère la peur comme une mauvaise conseillère.
D'autre part elle s'oppose à ce que l'Iran développe, même pour un usage civil et énergétique, une capacité nucléaire, arguant du fait que l'Iran ne se conforme pas aux demandes d'inspection de ses sites et que de fait il perd tout droit garanti par le traité sur la non-prolifération des armes nucléaires.
Une polémique, à laquelle contribuent certains membres de l'UMP, est née à la suite de son passage au Liban début décembre 2006 où après une conversation avec le député du Hezbollah Ali Ammar, elle dit ne pas avoir entendu que celui-ci faisait un parallèle entre l'État d'Israël et le nazisme.
Cette version est confirmée par l'ambassadeur de France au Liban, qui bénéficiait de la même traduction qu'elle, différente de celle des journalistes.
Lors d'une conférence de presse à Jérusalem, elle déclare à propos du « mur de séparation » : « Quand c'est nécessaire pour la sécurité, je crois qu'effectivement une construction est sans doute justifiée. Encore faut-il que les choses se fassent dans une bonne entente et qu'en particulier le problème du tracé de ce mur puisse être résolu. » Les critiques portent aussi sur d'autres points abordés lors du voyage. Pierre Lellouche pointe ainsi la contradiction suivante : elle défend le survol par Israël du Liban au motif que « ces survols sont liés à la défense de la sécurité d'Israël », après les avoir condamnés quelques heures plus tôt lors de son passage à Beyrouth : « Je crois que les survols doivent cesser parce que c'est à la fois l'intérêt d'Israël et l'intérêt du Liban. Il faut respecter le mandat de l'ONU, le mandat de la Finul et donc il faut que ces survols cessent. » Il note également sa proposition d'une conférence internationale sur le Liban alors même qu'une telle conférence est déjà prévue le 24 janvier 2006 (à l'initiative de Jacques Chirac) et son plaidoyer pour la reprise de l'aide économique aux Palestiniens bien que celle-ci soit en fait déjà reconduite (et en augmentation sur l'année précédente).

##### Québec
Interrogée le 22 janvier 2007 par un journaliste de Radio Canada au sortir d'un entretien avec André Boisclair, chef du Parti québécois, Ségolène Royal a dit avoir en commun avec son interlocuteur les valeurs de « la souveraineté et la liberté du Québec ». Cette déclaration provoque une vive polémique en France ainsi qu'au Canada où les membres de l'UMP dénoncent un dérapage de la candidate socialiste dans le domaine de la politique étrangère.
Le président du groupe socialiste à l'Assemblée nationale, Jean-Marc Ayrault, affirme le lendemain que Ségolène Royal ne s'était pas prononcée pour l'indépendance du Québec.

#### Sécurité intérieure
À propos de la délinquance, Nicolas Sarkozy déclare : « Je réformerai l'ordonnance de 1945, et je demanderai que pour un mineur récidiviste entre 16 et 18 ans, l'excuse de minorité soit automatiquement supprimée, il doit être condamné comme s'il était un majeur ». Il souhaite l'instauration de peines plancher pour les délinquants multirécidivistes et la création d'« établissements spécialisés pour les détenus ayant des problèmes psychiatriques ».
Philippe de Villiers partage cette vision du candidat UMP. Il souhaite aussi instaurer la castration chimique pour les criminels sexuels et proposer aux Français un référendum sur le rétablissement de la peine de mort pour les crimes les plus odieux (viols ou actes de barbarie suivis de meurtre).
En juin 2006, Ségolène Royal révèle certaines des solutions qu'elle envisage pour « tarir la source de la délinquance ». Elle surprend jusque dans son camp par un discours de fermeté, proposant notamment de placer « dans un service à encadrement militaire à vocation humanitaire ou pour apprendre un métier » les mineurs de plus de 16 ans dès « le premier acte de délinquance ». À l'occasion de la campagne pour l'investiture socialiste à l'automne 2006 elle insiste sur le fait que toutes les alternatives à la prison doivent être développées et que des camps humanitaires encadrés par des militaires peuvent permettre à un mineur délinquant de « reconquérir l'estime de soi ». Elle reconnait cependant que tous ne pourront en profiter pour des raisons matérielles.
Elle évoque également la « mise sous tutelle des allocations familiales au premier acte d'incivilité de l'enfant» pour « responsabiliser » les parents et propose la création d'« écoles de parents » où seraient tenus de se rendre les parents d'enfants ayant commis des incivilités répétées. Enfin, elle propose la création de « tuteurs de collèges » qui permettraient à certaines classes d'être encadrées par deux adultes.
Elle déclare par ailleurs qu'elle souhaite l'amnistie des faucheurs volontaires d'OGM.
Gérard Schivardi a déclaré qu'en donnant un travail aux jeunes, un logement, l'essentiel de la petite délinquance serait éliminée. Il est pour le retour strict à l'ordonnance de 1945.

#### Écologie
Le thème de l'écologie est entré en force dans la campagne électorale via le pacte écologique de Nicolas Hulot. Celui-ci menaçant de se présenter s'il n’était pas entendu. Ce pacte comporte 5 mesures phares :
1. Le no 2 du gouvernement sera chargé du développement durable
2. Instaurer une taxe carbone en croissance régulière
3. Réorienter les subventions agricoles vers une agriculture de qualité
4. Systématiser les procédures de démocratie participative
5. Mettre en place une grande politique d’éducation et de sensibilisation

Les sondages lui attribuèrent jusqu’à 11 % des suffrages, mais devant le nombre de candidats ayant finalement accepté de signer son pacte il retire sa candidature le 22 janvier 2007. Le 31 janvier, 10 des signataires sont venus réitérer leur engagement, lors d’un grand oral et devant un parterre de journaliste. Le retrait de Nicolas Hulot, n’a par ailleurs pas servi aux candidates écologistes, Corinne Lepage, et Dominique Voynet toujours au plus bas dans les sondages.
15 candidats potentiels (François Bayrou, Leila Bouachera, Marie-George Buffet, Nicolas Dupont-Aignan, France Gamerre (Génération écologie), Jean-Marc Governatori, Jean-Michel Jardry, Corinne Lepage, Nicolas Miguet, Rachid Nekkaz, Jean-Christophe Parisot de Bayard, Ségolène Royal, Nicolas Sarkozy, Dominique Voynet, Antoine Waechter) ont signé le pacte écologique de Nicolas Hulot.
La thématique de l’écologie est surtout abordée dans le cadre du réchauffement climatique et des émissions des gaz à effet de serre. Les débats autour des OGM, ou du nouveau réacteur EPR ont également été évoqués.
Le 26 février 2007, l’alliance pour la planète, composé de plusieurs associations écologistes (dont Greenpeace, WWF, ou la Fondation Nicolas Hulot) ont noté les programmes de certains partis sous l’angle de l’environnement.
En tête arrivent les partis écologistes (Cap21 pour Corinne Lepage, et Les Verts pour Dominique Voynet) avec 16,5/20, suivi du PS avec 13/20, puis : UDF et PCF (9/20), UMP (8,5/20), LCR (8/20), MPF (Philippe de Villiers, 7/20), et enfin le FN et LO (5/20)
En ce qui concerne l'écologie, Nicolas Sarkozy souhaite utiliser la fiscalité pour défendre l'environnement. Il prône ainsi le doublement sur 5 ans de la fiscalité sur la pollution, et à l'inverse pour les particuliers et entreprises un crédit d'impôt pour encourager les investissements écologiques : « C'est quand même extravagant qu'acheter une voiture qui pollue moins, ça soit plus cher qu'acheter une voiture qui pollue ! ».
Il souhaite par ailleurs la formation d'un grand ministère de l'environnement qui prendrait en charge des fonctions dispersées dans d'autres ministères : gestion de l'eau, transports, énergie. Pour décourager le transport routier, il désire l'instauration d'une redevance pour les camions étrangers traversant la France, qui « serait affectée au financement des grandes infrastructures dont nous avons besoin, pour développer le TGV, le ferroutage et le transport fluvial ».
Enfin à l'échelle internationale, il est en faveur de la création d'une agence internationale de l'environnement et d'un droit de l'environnement pour éviter le « dumping écologique ».
Philippe de Villiers, lui, propose de faire de la France le premier pays producteur de pétrole vert, de lancer des grands programmes de recherche sur les énergies renouvelables et le recyclage des déchets d'instaurer le principe « pollueur-payeur » et de multiplier les dégrèvements fiscaux pour les investissements en faveur de l’environnement.

#### Société
Ségolène Royal n'est pas favorable à une dépénalisation du cannabis qui serait, selon elle, « un signal qui consisterait à banaliser l'usage de la drogue ». Quant à la question de la légalisation de la prostitution (sur le modèle allemand), elle se dit contre ce qu'elle appelle « la vente des corps » et qu'elle considère contraire à la charte internationale des Droits de l'homme.
Elle a de plus estimé que « le mariage, c'est une institution bourgeoise ».
Ségolène Royal veut faire de la défense des femmes sa priorité majeure et déclare ainsi que « la première loi qui sera déposée sur le bureau de l'assemblée nationale si je suis élue sera une loi contre la violence faite aux femmes ».
Elle a par le passé vivement critiqué la pornographie, la publicité et en 2003 le port du string : « Aux yeux des garçons, le string réduit les jeunes filles à leur postérieur [...] Après, on s'étonne que les adolescentes soient victimes d'attouchements ou de violences sexuelles ».
Après s'être opposée au mariage homosexuel, Ségolène Royal déclare en juin 2006 dans le magazine Têtu qu'elle appliquerait le programme du Parti socialiste qui comprend le mariage des couples de même sexe et de leur droit à l'adoption en cas de victoire socialiste.
Les célébrations et lois mémorielles en faveur des minorités opprimées ont été un sujet de très forte polémiques dans la société particulièrement en 2005 et 2006, et qui pourtant se trouve occulté par les affirmations sur la nation de part et d'autre.
Philippe de Villiers souhaite inscrire dans la Constitution que le mariage est l'alliance d'un homme et d'une femme dans le but de former une famille.

#### Laïcité
Les débats de société sont très marqués depuis quelques années par le retour de la question laïque que ce soit pour la société comme pour les institutions.
Le premier sommet majeur de ce retour en avait été la tenue de la commission Stasi, à la suite des pressions sur la société de comportement religieux problématiques, comme le port du voile à l'école, puis son rapport remis au Président de la République qui fit alors voter la loi sur « les signes d'appartenance religieuse et politique dans les établissements scolaires. »
La discussion sur le traité pour une constitution pour l'Union Européenne montra la place prépondérantes des Églises dans la discussion institutionnelle et dans les principes constitutif de l'Union européenne, entre autres le Principe de subsidiarité, mais surtout posant la question de la transformation profonde de la laïcité à la française, dans le sens d'un nouveau concordat de fait, via la suprématie des lois de l'Union Européenne sur celle de la République Française.
Dans le même sens, la volonté de soutenir les communautés de toutes sortes, celles religieuses étant prépondérantes, tant par le ministre de l'intérieur, Nicolas Sarkozy, que par certains dans le Parti socialiste ou à l'extrême gauche.
En 2005, les diverses célébrations du centenaire de la loi de séparation des Églises et de l'État ont permis d'approfondir le débat et à Nicolas Sarkozy d'envisager un toilettage profond de cette loi, appuyé par le rapport Machelon envisageant une plus grande souplesse dans le financement des cultes par les pouvoirs publics.
Bien que ce thème semble en retrait dans la campagne électorale, il n'en reste pas moins que certains comme Gérard Schivardi, dans la tradition de la gauche de 1789, demandent à revenir à la stricte application de la loi de 1905, nettoyée de tous les amendements l'ayant affaiblie selon lui. Il affirme contrairement à Nicolas Sarkozy que la laïcité authentique veut que la pratique de la croyance reste une affaire privée, que l'État doit respecter sans la réprimer ni la favoriser, et dans le cadre des institutions, dont l'école, l'argent public à l'école publique.
Dans un souci de défense de la laïcité, selon lui, Philippe de Villiers veut interdire tout financement public dans la construction de mosquées.

#### Institutions
Ségolène Royal s'est prononcée pour le non-cumul des mandats (prévu dans le projet du Parti socialiste) et par souci de « cohérence », elle a décidé de ne pas poser sa candidature au renouvellement de son mandat de député des Deux-Sèvres qu'elle cumule avec la présidence du conseil régional de Poitou-Charentes depuis 2004.
Invitée par Arnaud Montebourg le 20 août 2006 à Frangy-en-Bresse, elle se prononce pour une nouvelle république et pour le partage du pouvoir actuellement concentré entre les mains du chef de l'État.
Le 22 octobre 2006, elle déclare qu'elle souhaite limiter à deux le nombre de mandats pour le Président de la République et limiter dans le temps celui de tous les élus.
Pour impliquer les citoyens dans les processus politiques, elle émet l'idée de faire évaluer l'action des élus par des jurys citoyens. Cette proposition a soulevé immédiatement de vives réactions à droite comme à gauche d'hommes politiques et d'éditorialistes, ainsi que des critiques de l'Association des maires de France.
François Bayrou souhaite interdire à des entreprises détenant des médias de concourir pour des marchés publics et l'élection du garde de Sceaux par la majorité des trois quarts par l'Assemblée nationale avec obligation de défendre une fois par an sa politique pénale devant le parlement. En contrepartie de cette indépendance, celui-ci pourra être renversé à la majorité simple.
Philippe de Villiers veut instaurer le référendum d’initiative populaire (organisé à l’initiative d’une fraction du corps électoral, il permettrait aux électeurs de poser un droit de veto sur certains textes adoptés par le Parlement).
Il se prononce par ailleurs pour la suppression de l’immunité des personnalités politiques.
Gérard Schivardi a mis en avant de son programme la convocation d'une Assemblée Constituante souveraine, rompant totalement avec les institutions de la 5e République et de l'Union Européenne. Le président de la République rendrait ainsi au peuple souverain, via ses délégués, tous les pouvoirs qu'il détient. Il prône le retour à la République Une et indivisible, la disparition des institutions de la régionalisation, de rendre en particulier aux communes toutes leurs prérogatives de libre administration, refaisant des départements les outils de l'égalité en droit sur tout le territoire national.

### Entre-deux tours

#### Débats
Particularité de cette élection, un débat s'est tenu le samedi 28 avril au matin entre Ségolène Royal et François Bayrou, retransmis par BFM TV ; le CSA n'avait pas prévu une telle situation.
Le débat télévisé de l'entre deux tours (qui n'avait pas eu lieu en 2002, compte tenu du refus de Jacques Chirac) s'est tenu le mercredi 2 mai 2007 à 21 h. Il est animé par Patrick Poivre d'Arvor (TF1) et Arlette Chabot (France 2) et réalisé par Jérôme Revon. Il a été relayé sur d'autres chaînes de télévision et de radio ainsi que sur internet. Prévu pour durer 2 heures, il a duré 2 heures et 39 minutes.
Les sujets abordés lors du débat ont porté sur le travail, les finances publiques où Nicolas Sarkozy a défendu l'idée de fusionner les ministères chargés de fixer l'impôt et chargés de le percevoir, la sécurité dont la discussion a porté sur le viol d'une femme policier, le logement rapidement évoqué, l'immigration où Nicolas Sarkozy a défendu l'idée d'une immigration choisie alors que Ségolène Royal s'est montrée favorable aux régularisations au cas par cas, la retraite rapidement évoquée, l'énergie nucléaire qui a suscité une polémique sur la génération à laquelle appartient le réacteur pressurisé européen et où Nicolas Sarkozy s'est montré favorable à ce projet tandis que Ségolène Royal a défendu l'idée de se focaliser sur la génération qui succédera à l'EPR, l'éducation où chaque candidat a apporté des propositions ambitieuses et l'Europe où Nicolas Sarkozy a exprimé son refus net de l'entrée de la Turquie dans l'Union européenne car cela empêcherait la construction d'une Europe politique selon lui.
Selon un sondage OpinionWay, Nicolas Sarkozy est largement considéré comme « le plus convaincant » (53 % contre 31 % pour Ségolène Royal). Sarkozy aurait de plus dominé sur les dossiers économiques, l'immigration et la lutte contre l'insécurité. Royal aurait, quant à elle, pris l'avantage sur les dossiers de société (environnement, école, inégalités sociales...). Comme après les autres débats de ce genre, les positions de l'électorat n'ont bougé que dans de faibles proportions, selon les instituts de sondage.

#### Consignes de vote des candidats éliminés
Les 10 candidats ayant été recalés au premier tour ont fait part de leur position personnelle ou des consignes de leur parti pour le second tour du scrutin entre Nicolas Sarkozy et Ségolène Royal. François Bayrou n'a pas donné de consigne de vote, mais a affirmé qu'à titre personnel, il ne voterait pas pour Nicolas Sarkozy. En 2010, il déclare qu'il a voté blanc. Jean-Marie Le Pen appelle à l'abstention ou au vote blanc. Philippe de Villiers invite à voter Nicolas Sarkozy. Marie-George Buffet, Dominique Voynet, Arlette Laguiller et José Bové appellent à voter en faveur de Ségolène Royal. Olivier Besancenot appelle à manifester le 1er mai pour les « mesures d'urgence sociales » qu'il a défendues durant la campagne, avant d'appeler à « voter contre Nicolas Sarkozy, sans pour autant soutenir Ségolène Royal ». Frédéric Nihous appelle à « rejeter l'écologie punitive inspirée par les Verts » et « à ne pas se tromper de candidat ». Quant à Gérard Schivardi, il ne donne pas de consigne de vote, mais indique qu'« à titre personnel », il vote blanc.

## Sondages

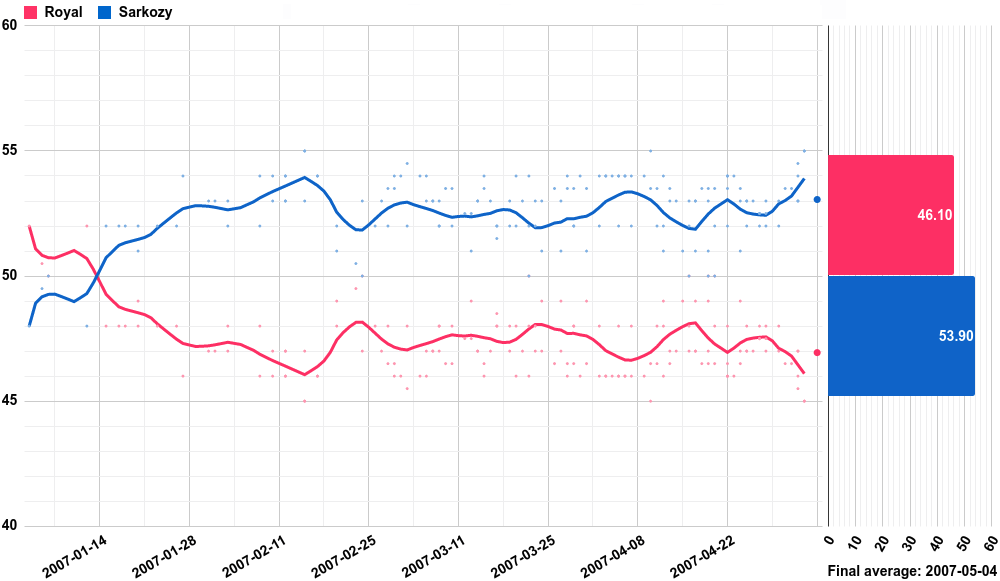
Évolution des sondages sur un duel Sarkozy/Royal au second tour (janvier-mai 2007).

Lors de la campagne, 293 sondages sont publiés en tout, ce qui constitue un record en France. Nicolas Sarkozy est en tête de la plupart des enquêtes d’opinion, notamment après son investiture par l'UMP, et accroît son avance en cours de campagne.

## Résultats

### Premier tour
Le premier tour de l'élection présidentielle 2007 a été marqué par une participation exceptionnelle avec un score de 83,77 % des inscrits. Ce taux est comparable à celui du premier tour de l'élection présidentielle de 1965 qui était de 84,7 % et celle de 1974 qui était de 84,2 %. Nicolas Sarkozy (31,18 %) et Ségolène Royal (25,87 %) arrivent en tête pour le premier tour de l'élection devant François Bayrou (18,57 %) et Jean-Marie Le Pen (10,44 %). Aucun candidat n'ayant recueilli la majorité absolue des suffrages exprimés, un second tour a eu lieu le dimanche 6 mai entre Ségolène Royal et Nicolas Sarkozy.

### Second tour

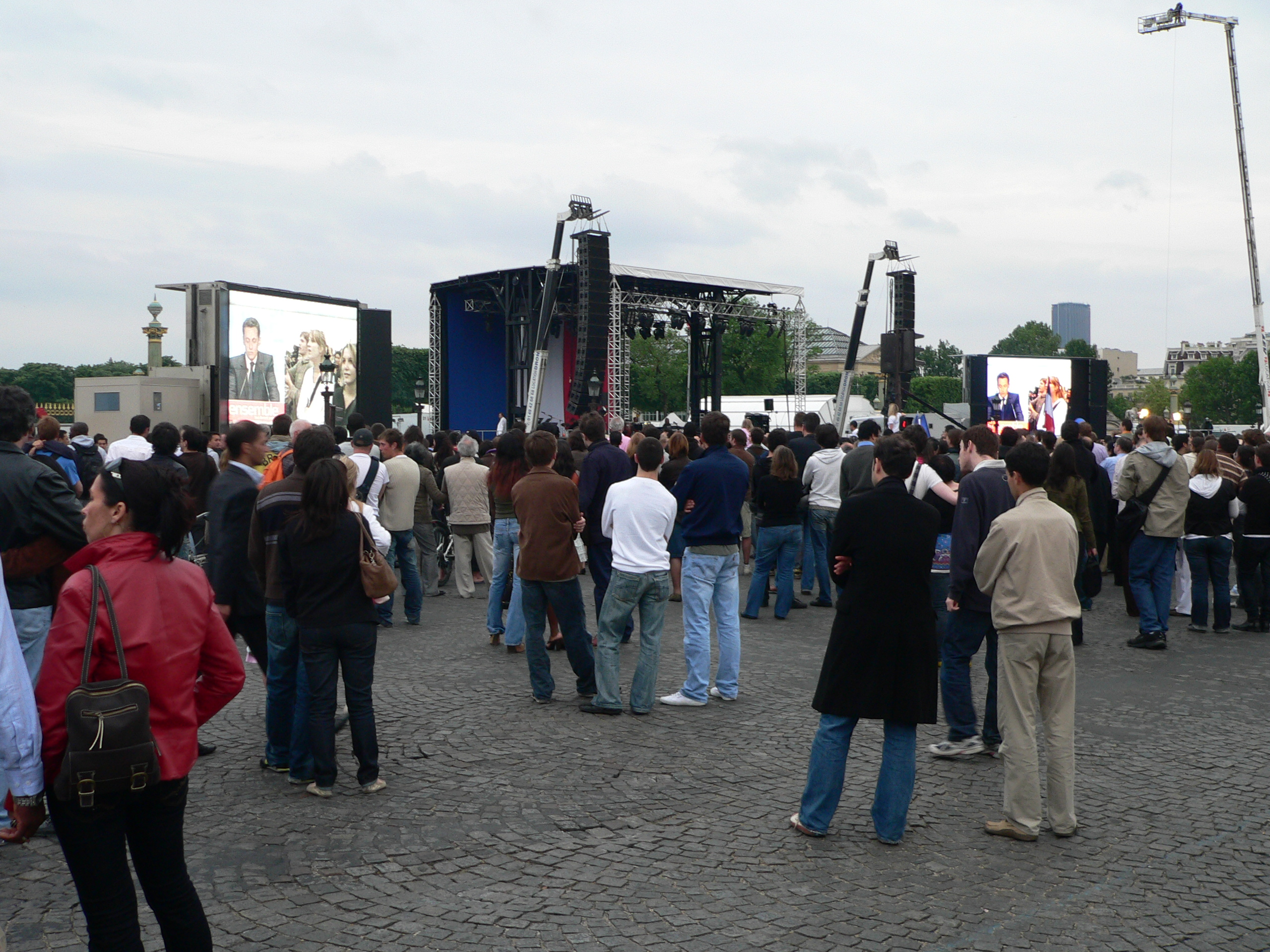
Les partisans de Nicolas Sarkozy rassemblés le 6 mai 2007- au soir, place de la Concorde à Paris.

Nicolas Sarkozy est élu Président de la République française, avec 53,06 % des suffrages, contre Ségolène Royal avec 46,94 %. Des résultats similaires, fondés sur des sondages à la sortie des urnes, avaient été annoncés dès la fin d'après-midi par les médias belges et suisses qui ne sont pas soumis à l'interdiction française de diffusion de résultats avant la fermeture des bureaux de vote à 20 heures.

### Résultats détaillés
| Candidats                | Candidats                | Partis                   | Premier tour | Premier tour | Second tour | Second tour |
| Candidats                | Candidats                | Partis                   | Voix         | %            | Voix        | %           |
| ------------------------ | ------------------------ | ------------------------ | ------------ | ------------ | ----------- | ----------- |
|                          | Nicolas Sarkozy          | UMP                      | 11 448 663   | 31,18        | 18 983 138  | 53,06       |
|                          | Ségolène Royal           | PS                       | 9 500 112    | 25,87        | 16 790 440  | 46,94       |
|                          | François Bayrou          | UDF                      | 6 820 119    | 18,57        |             |             |
|                          | Jean-Marie Le Pen        | FN                       | 3 834 530    | 10,44        |             |             |
|                          | Olivier Besancenot       | LCR                      | 1 498 581    | 4,08         |             |             |
|                          | Philippe de Villiers     | MPF                      | 818 407      | 2,23         |             |             |
|                          | Marie-George Buffet      | PCF                      | 707 268      | 1,93         |             |             |
|                          | Dominique Voynet         | LV                       | 576 666      | 1,57         |             |             |
|                          | Arlette Laguiller        | LO                       | 487 857      | 1,33         |             |             |
|                          | José Bové                | DVG                      | 483 008      | 1,32         |             |             |
|                          | Frédéric Nihous          | CPNT                     | 420 645      | 1,15         |             |             |
|                          | Gérard Schivardi         | PT                       | 123 540      | 0,34         |             |             |
|                          |                          |                          |              |              |             |             |
| Suffrages exprimés       | Suffrages exprimés       | Suffrages exprimés       | 36 719 396   | 98,56        | 35 773 578  | 95,80       |
| Votes blancs ou nuls     | Votes blancs ou nuls     | Votes blancs ou nuls     | 534 846      | 1,44         | 1 568 426   | 4,20        |
| Total                    | Total                    | Total                    | 37 254 242   | 100          | 37 342 004  | 100         |
| Abstention               | Abstention               | Abstention               | 7 218 592    | 16,23        | 7 130 729   | 16,03       |
| Inscrits / Participation | Inscrits / Participation | Inscrits / Participation | 44 472 834   | 83,77        | 44 472 733  | 83,97       |

| Nicolas Sarkozy : (53,06 %) |  |  | Ségolène Royal : (46,94 %) |
| ▲                           |  |  |                            |
| Majorité absolue            |  |  |                            |

### Analyse sociologique
| Catégorie                                    | Sarkozy | Royal |
| -------------------------------------------- | ------- | ----- |
| Sexe                                         |         |       |
| Femmes                                       | 52 %    | 48 %  |
| Hommes                                       | 54 %    | 46 %  |
| Âge                                          |         |       |
| Entre 18 et 24 ans                           | 42 %    | 58 %  |
| Entre 25 et 34 ans                           | 57 %    | 43 %  |
| Entre 35 et 44 ans                           | 50 %    | 50 %  |
| Entre 45 et 59 ans                           | 45 %    | 55 %  |
| Entre 60 et 69 ans                           | 61 %    | 39 %  |
| Plus de 70 ans                               | 68 %    | 32 %  |
| PCS                                          |         |       |
| Commerçants, artisans et chefs d'entreprises | 82 %    | 18 %  |
| Agriculteurs                                 | 67 %    | 33 %  |
| Professions libérales et cadres supérieurs   | 52 %    | 48 %  |
| Professions intermédiaires                   | 49 %    | 51 %  |
| Employés                                     | 49 %    | 51 %  |
| Ouvriers                                     | 46 %    | 54 %  |

## Incidents post-élection
Au soir du premier tour, le 22 avril au soir, des individus avaient déjà mis le feu à une soixantaine de véhicules dans le nord-est de Paris.

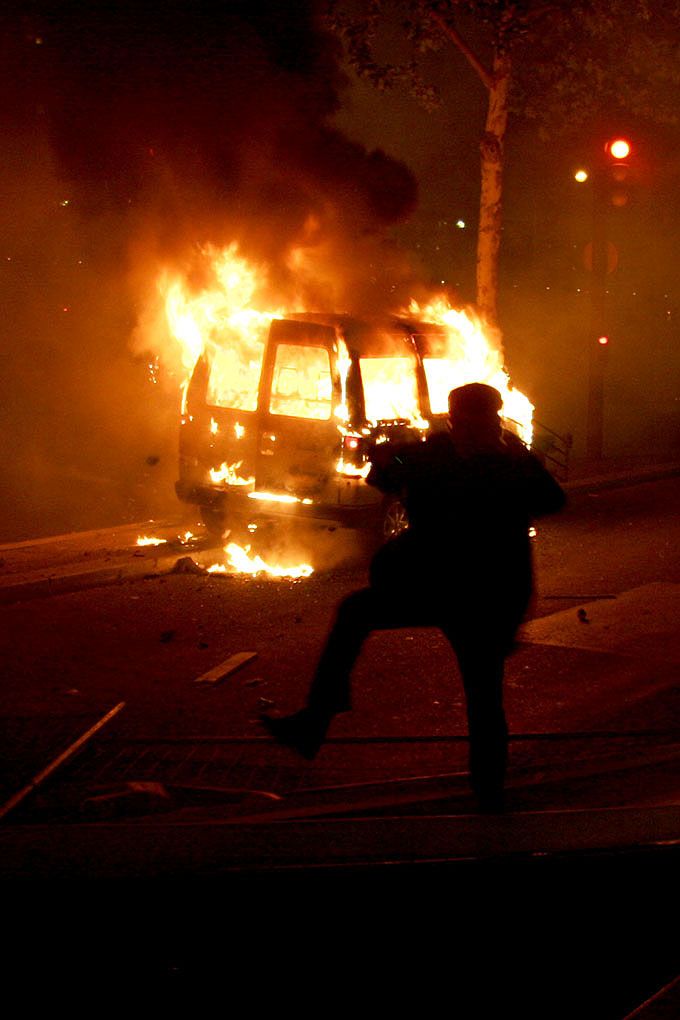
Près de la place de la Bastille, plusieurs actes de vandalisme sont commis (véhicules brûlés), ainsi que des attaques contre les forces de l'ordre.

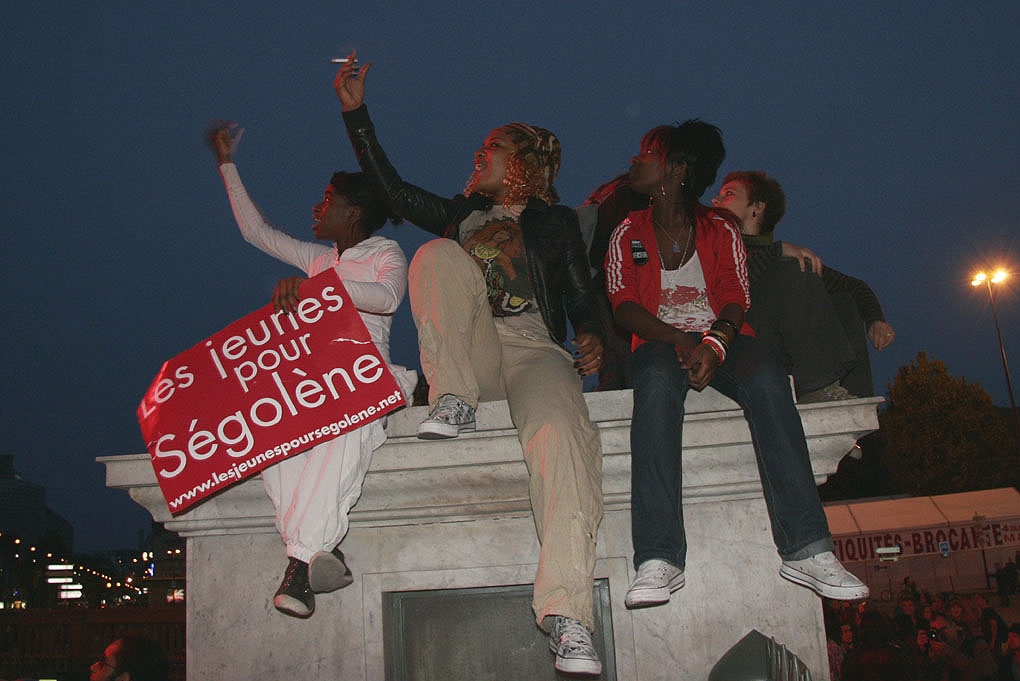
Place de la Bastille, des jeunes soutenant Ségolène Royal protestent contre Nicolas Sarkozy le 6 mai au soir.

À l'annonce des résultats du second tour, des rassemblements spontanés[réf. nécessaire] d'opposants à Nicolas Sarkozy se forment dans une quinzaine de grandes villes de France (Paris, Lyon, Marseille, Grenoble, Toulouse, Bordeaux, Caen, Brest, Lille, Dijon, Montpellier, Clermont-Ferrand, Strasbourg, Nantes, Rouen, Tours, Rennes).
Lors du second tour, avant les résultats, une trentaine de voitures ont été brûlées à Paris la veille au soir du dimanche du second tour des élections dans les 3e, 9e, 10e, 13e et 18e arrondissements. La capitale française est généralement épargnée par ces incidents, comme durant les émeutes d'automne 2005.
Après l'annonce des résultats, des incidents ont été relevés à la Bastille à Paris, à Bordeaux, à Lille sur la place centrale, à Clermont-Ferrand, à Toulouse, à Nantes, à Lyon, à la Courneuve, à Dugny, à Clamart, à Malakoff, à Rennes, à Strasbourg et à Brest (liste non exhaustive). Dans certaines villes, les rassemblements partent en manifestations improvisées. Elles sont dispersées par les forces de police et de gendarmerie déployées pour l'occasion.
Certains rassemblements donneront lieu à des altercations et affrontements avec les forces de l'ordre, parfois consécutifs à des actes de vandalisme ou des débuts d'émeutes. De nombreuses voitures (367 selon les chiffres officiels du Ministère de l'Intérieur) ont aussi été brûlées de même que des locaux, en particulier une permanence de l'UMP. Dans certaines villes les événements se reproduisent aux soirs du 7 et du 8 mai.
Le chanteur Cali a écrit le soir même une chanson concernant le résultat de ces élections, appelée Résistance et disponible sur son album L'Espoir.

## Comptes de campagne
Les aspects de financement des campagnes jouent un rôle très important dans la vie politique.
Ainsi, il est reconnu que la prolifération des petits candidats a pour principale cause l'existence, d'une part, d'une avance sur le remboursement forfaitaire de leurs dépenses de campagne d'un montant de 153 000 euros, et, d'autre part, du remboursement, à titre forfaitaire, des dépenses exposées dans le compte de campagne à hauteur du vingtième du plafond, soit 808 300 euros pour tout candidat, quel que soit le nombre de voix recueillies lors de l'élection.
Le seuil des 5 % de voix exprimées est extrêmement important : il fait passer le plafond de financement de l'État à 50 % du plafond de dépenses, c'est-à-dire que le montant maximum du remboursement forfaitaire passe à 8,083 millions d'euros, pour un candidat éliminé au premier tour.
Enfin, les campagnes ne peuvent être financées que par des contributions de personnes physiques, avec un plafond de 4 600 euros par personne.
| Candidat             | Résultat au 1er tour | Dépenses     | Remboursement |
| -------------------- | -------------------- | ------------ | ------------- |
| Nicolas Sarkozy      | 31,18 %              | 20 962 757 € | 10 783 200 €  |
| Ségolène Royal       | 25,87 %              | 20 615 776 € | 10 797 000 €  |
| François Bayrou      | 18,57 %              | 9 722 080 €  | 8 083 000 €   |
| Jean-Marie Le Pen    | 10,44 %              | 9 318 617 €  | 8 083 000 €   |
| Olivier Besancenot   | 4,08 %               | 918 330 €    | 808 300 €     |
| Philippe de Villiers | 2,23 %               | 3 090 323 €  | 808 300 €     |
| Marie-George Buffet  | 1,93 %               | 4 822 819 €  | 808 300 €     |
| Dominique Voynet     | 1,57 %               | 1 369 202 €  | 808 300 €     |
| Arlette Laguiller    | 1,33 %               | 2 106 642 €  | 808 300 €     |
| José Bové            | 1,32 %               | 1 180 481 €  | 723 178 €     |
| Frédéric Nihous      | 1,15 %               | 839 729 €    | 808 300 €     |
| Gérard Schivardi     | 0,34 %               | 712 988 €    | 695 418 €     |

Pour cette élection, tous les comptes ont été validés. Mais une information judiciaire est ouverte en 2013 pour une suspicion de financement illégal de la campagne de Nicolas Sarkozy de la part du régime libyen de Mouammar Kadhafi.

## Dans la littérature
- Yasmina Reza, L'Aube le soir ou la nuit, Flammarion, 2007.